# Paul Schramm

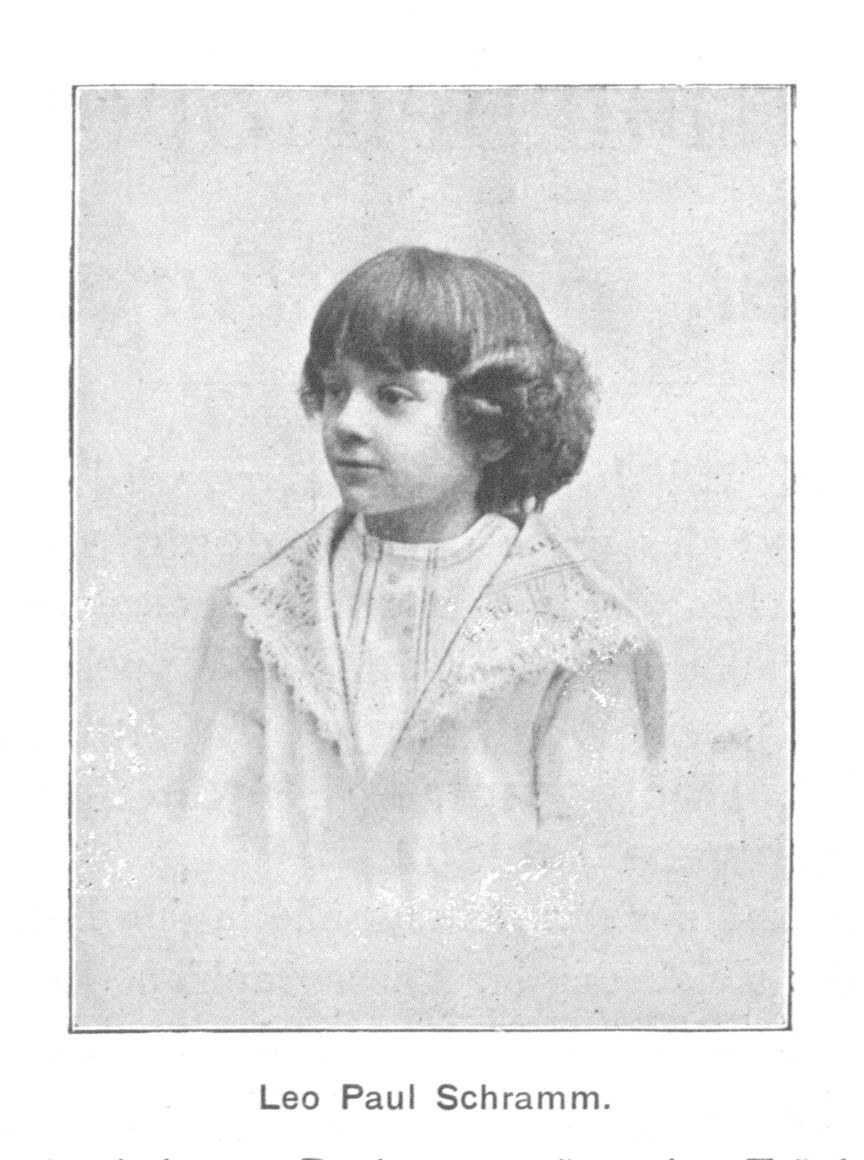
Paul Schramm (1902).

Leo Paul Schramm, född 22 september 1892 i Wien, död 30 november 1953 i Brisbane, var en österrikisk pianist. 
Schramm, som var lärjunge till Theodor Leschetizky, företog tidigt konsertresor och gästade bland annat Köpenhamn. Han var en betydande tekniker och en erkänd musikpedagog. Han utgav kompositioner för piano och sång samt kammarmusik.